# Oude Molen (Sippenaeken)
De Oude Molen (Frans: Vieux Moulin) is een voormalige watermolen op de Geul, gelegen aan de Rue du Vieux Moulin 50 te Sippenaeken.
De molen was een bovenslagmolen die fungeerde als korenmolen.
De molen werd vóór 1800 gebouwd. Later werden het rad en de inrichting verwijderd. De molen werd gevoed door een omlegging van de Geul. De gebouwen, deels in baksteen en deels in vakwerkbouw, werden ingericht als vakantiewoning.
Ter plaatse van de molen is een kampeerterrein gelegen dat, naar de molen, Camping du Vieux Moulin  heet.
Stroomopwaarts op de Geul bevindt zich de Molen van Terbruggen.